# Нелени
Неле́ни — село в Україні, у Роменському районі Сумської області. Населення становить 21 осіб. Входить до складу Недригайлівської селищної громади. До 2016 року орган місцевого самоврядування — Гринівська сільська рада.

## Географія
Село Нелени знаходиться неподалік від витоків річки Хусть. На відстані 0,5 км розташовані села Якименки і Зелена Діброва (знято з обліку в 1989 році).

## Історія
12 червня 2020 року, відповідно до розпорядження Кабінету Міністрів України № 723-р «Про визначення адміністративних центрів та затвердження територій територіальних громад Сумської області», село увійшло до складу Недригайлівської селищної громади.
19 липня 2020 року, в результаті адміністративно-територіальної реформи та ліквідації Недригайлівського району, село увійшло до складу новоутвореного  Роменського району.

## Населення

### Мова
Розподіл населення за рідною мовою за даними перепису 2001 року:
| Мова       | Кількість | Відсоток |
| ---------- | --------- | -------- |
| українська | 20        | 95.24%   |
| російська  | 1         | 4.76%    |
| Усього     | 21        | 100%     |